# Transocean
Transocean – drugi co do wielkości na świecie, jeśli chodzi o wartość rynkową dostawca specjalistycznego, morskiego sprzętu wydobywczego, w tym przede wszystkim mobilnych konstrukcji wykorzystywanych w morskim przemyśle wydobywczym paliw kopalnych (ropa naftowa, gaz ziemny). Przedsiębiorstwo z siedzibą w Vernier w Szwajcarii (kanton genewski) specjalizuje się w dzierżawie przenośnych platform wiertniczych, łącznie z kompleksowym wyposażeniem oraz odpowiednio przeszkolonymi pracownikami, świadcząc tym samym szeroką gamę usług dla przedsiębiorstw zajmujących się wydobyciem ropy naftowej i gazu ziemnego. Przeciętny dzienny koszt dzierżawy wynosi 240 tys. USD (2008), jednakże jest znacznie wyższy (nawet 630 tys. USD za dobę) w przypadku sprzętu wykorzystywanego do wierceń głębinowych sięgających poniżej 3000 m. Transocean zatrudnia 18 000 wysoko wykwalifikowanych pracowników.